# Marduk-zakir-shumi II
Marduk-zakir-shumi II, décimo rey de la X dinastía de Babilonia (703 a. C.).
Puede ser identificado como el oficial provincial de idéntico nombre, que aparece citado como hijo de Arad. Apenas estuvo un mes en el poder, pues Marduk-apal-iddina II salió de las regiones pantanosas en las que se hallaba refugiado y, con la ayuda elamita, volvió a ocupar el trono.

| Predecesor: Senaquerib | Rey de Babilonia 703 a. C. | Sucesor: Marduk-apal-iddina II |